# Parafia katedralna św. Apostołów Piotra i Pawła w Kamieńcu Podolskim
Parafia katedralna św. Apostołów Piotra i Pawła w Kamieńcu Podolskim – rzymskokatolicka parafia znajdująca się w diecezji kamienieckiej w dekanacie Kamieniec Podolski. Liczy 1800 wiernych.
W parafii służy Zgromadzenie Sióstr Urszulanek Serca Jezusa Konającego.

## Historia
Parafia rzymskokatolicka powstała w Kamieńcu Podolskim w średniowieczu. Przerwy w jej działaniu przypadają na lata 1672 - 1699 (panowanie tureckie - kościół przemieniony na meczet) i 1935 - 1990 (prześladowania katolików - kościół zmieniony na muzeum ateizmu). W 1990 wierni rzymskokatoliccy odzyskali kościół. W 1991 papież Jan Paweł II przywrócił diecezję w Kamieńcu Podolskim - parafia odzyskała tym samym tytuł parafii katedralnej.
Historia kościoła parafialnego: